# Tapura
Genre
Tapura est un genre de plantes à fleurs de la famille des Dichapetalaceae.

## Protologue
En 1775, le botaniste Aublet propose le protologue suivant : 
« TAPURA. (Tabula 48.)

CAL. Perianthium monophyllum, ſex-partitum ; laciniis ovatis, concavis. 
COR. monopetala, bilabiata ; labio ſuperiori oblongo, concavo, erecto, apice tridentato ; labio inferiori bipartito, lobis obtuſis, brevibus, receptaculo piſtilli inſerta. 
STAM. Filamenta quinque ; duo ad latéra labii ſuperioris ; duo breviora tubo corollæ ſub labio ſuperiori ; quincum longiſſimum ad baſim labii inferioris. 
PIST. Germen ovatum, trigonum. Stylus longus, hirſutus, incurvus, Stigma trilobum. 
PER. . . . 

SEM. . . . »
— Fusée-Aublet, 1775.

## Liste d'espèces
Selon Catalogue of Life (17 septembre 2017) :
- Tapura acreana (Ule) Rizzini
- Tapura africana Oliv.
- Tapura amazonica Poepp. & Endl.
- Tapura arachnoidea F.J. Breteler
- Tapura bouquetiana N. Halle & Heine
- Tapura bullata Standl.
- Tapura capitulifera Baill.
- Tapura carinata F.J. Breteler
- Tapura colombiana Cuatrec.
- Tapura coriacea Macbride
- Tapura costata Cuatrec.
- Tapura cubensis (Poepp. & Endl.) Griseb.
- Tapura ferreyrae G.T. Prance
- Tapura fischeri Engl.
- Tapura follii G.T. Prance
- Tapura guianensis Aubl.
- Tapura haitiensis Urb. & Ekman
- Tapura ivorensis Bretel.
- Tapura juliani Macbride
- Tapura juruana (Ule) Rizzini
- Tapura lanceolata (Ducke) Rizzini
- Tapura latifolia Benth.
- Tapura letestui Pellegr.
- Tapura magnifolia G.T. Prance
- Tapura martiniae Amorim & D.S.Lisboa
- Tapura mexicana G.T. Prance
- Tapura neglecta N. Halle & Heine
- Tapura orbicularis Ekman ex Urb.
- Tapura panamensis G.T. Prance
- Tapura peruviana K. Krause
- Tapura singularis Ducke
- Tapura tchoutoi Breteler
- Tapura tessmannii (K. Krause) Prance
- Tapura wurdackiana G.T. Prance
- Tapura zei-limae Amorim & Fiaschi

Selon NCBI (17 septembre 2017) :
- Tapura africana
- Tapura amazonica
- Tapura capitulifera
- Tapura fischeri
- Tapura guianensis

Selon The Plant List (17 septembre 2017) :
- Tapura acreana (Ule) Rizzini
- Tapura africana Oliv.
- Tapura amazonica Poepp.
- Tapura bouquetiana N.Hallé & Heine
- Tapura bullata Standl.
- Tapura capitulifera Baill.
- Tapura carinata Breteler
- Tapura colombiana Cuatrec.
- Tapura coriacea J.F. Macbr.
- Tapura costata Cuatrec.
- Tapura cubensis (Poepp.) Griseb.
- Tapura ferreyrae Prance
- Tapura fischeri Engl.
- Tapura follii Prance
- Tapura guianensis Aubl.
- Tapura haitiensis Urb. & Ekman
- Tapura julianii J.F. Macbr.
- Tapura juruana (Ule) Rizzini
- Tapura lanceolata (Ducke) Rizzini
- Tapura latifolia Benth.
- Tapura le-testui N. Halle & Heine
- Tapura lujae De Wild.
- Tapura magnifolia Prance
- Tapura mexicana Prance
- Tapura neglecta N. Halle & Heine
- Tapura orbicularis Ekman ex Urb.
- Tapura panamensis Prance
- Tapura peruviana K. Krause
- Tapura singularis Ducke
- Tapura tchoutoi Breteler
- Tapura tessmannii (K. Krause) Prance
- Tapura wurdackiana Prance

Selon Tropicos (17 septembre 2017) (Attention liste brute contenant possiblement des synonymes) :
- Tapura acreana (Ule) Rizzini
- Tapura africana Oliv.
- Tapura amazonica Poepp.
- Tapura angulata Little
- Tapura antillana Gleason
- Tapura arachnoidea Breteler
- Tapura bouquetiana N. Halle & Heine
- Tapura bullata Standl.
- Tapura capitulifera Spruce ex Baill.
- Tapura carinata Breteler
- Tapura ciliata Gardner
- Tapura colombiana Cuatrec.
- Tapura coriacea J.F. Macbr.
- Tapura costata Cuatrec.
- Tapura crassifolia Pierre
- Tapura cubensis (Poepp.) Griseb.
- Tapura cucullata Benth.
- Tapura ferreyrae Prance
- Tapura fischeri Engl.
- Tapura follii Prance
- Tapura guianensis Aubl.
- Tapura haitiensis Urb. & Ekman
- Tapura ivorensis Breteler
- Tapura julianii J.F. Macbr.
- Tapura juruana (Ule) Rizzini
- Tapura lanceolata (Ducke) Rizzini
- Tapura latifolia Benth.
- Tapura le-testui N. Halle & Heine
- Tapura leucantha K. Krause
- Tapura lujai De Wild.
- Tapura magnifolia Prance
- Tapura martiniae Amorim & D. Lisboa
- Tapura mexicana Prance
- Tapura neglecta N. Halle & Heine
- Tapura negrensis Suess.
- Tapura obovata Britton & P. Wilson
- Tapura orbicularis Ekman ex Urb.
- Tapura panamensis Prance
- Tapura peruviana K. Krause
- Tapura singularis Ducke
- Tapura tchoutoi Breteler
- Tapura tessmannii (K. Krause) Prance
- Tapura wurdackiana Prance
- Tapura zei-limae Amorim & Fiaschi